# Simplontunnel

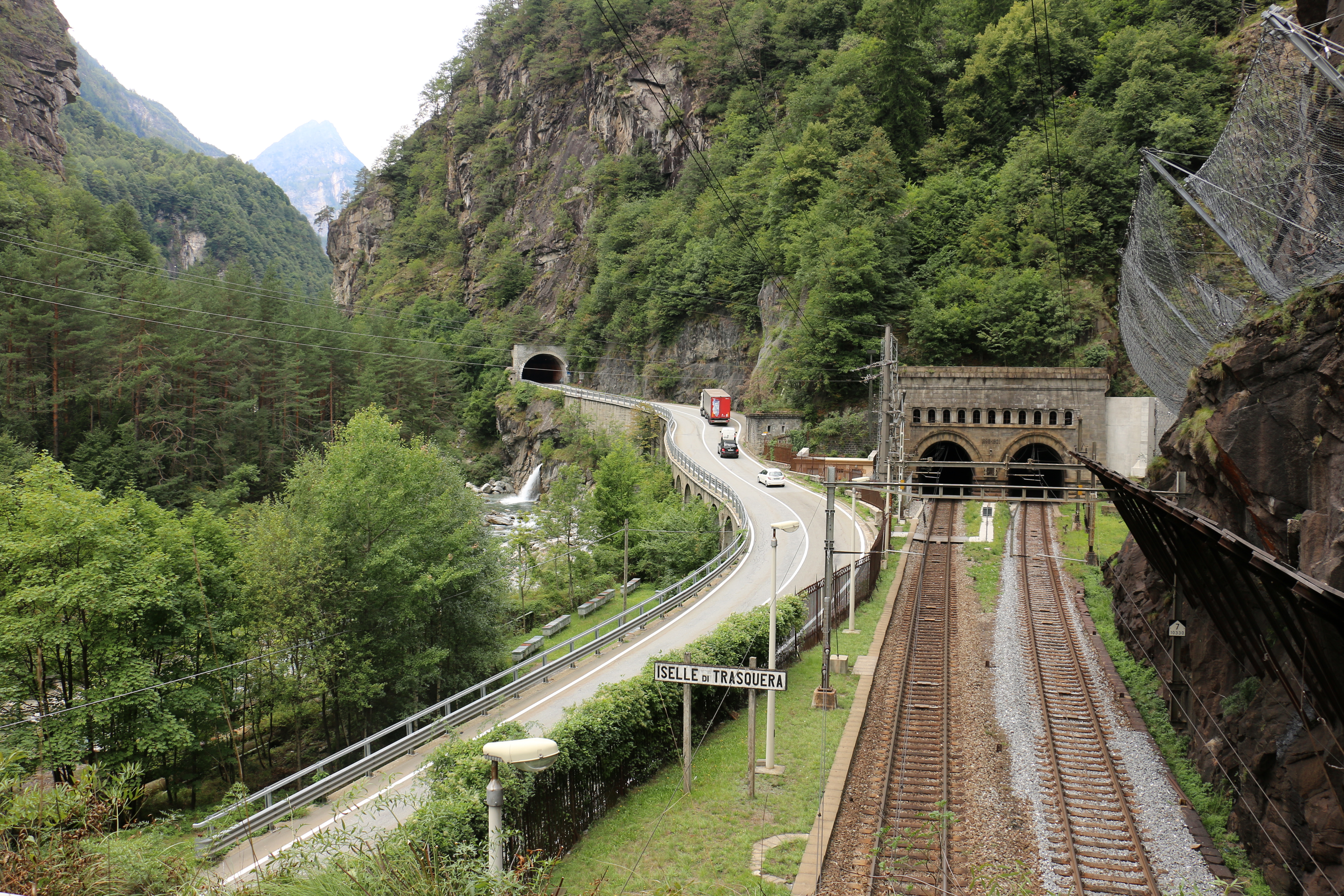
Südliches Portal des Simplontunnels bei Iselle in Italien (2017)

Der Simplontunnel (italienisch Traforo del Sempione) ist ein knapp 20 Kilometer langer, zweiröhriger Eisenbahntunnel der Simplonstrecke zwischen der Schweiz und Italien. Er unterquert das Simplongebiet und verbindet das Rhonetal mit dem Val Divedro in der Ossola-Region.
Die BLS betreibt dort einen Autoverlad von Brig (⊙) im Kanton Wallis (Schweiz) nach Iselle di Trasquera (⊙) in der Region Piemont (Italien).
Die beiden 1898–1905 und 1912–1921 erbauten Einspurröhren des Simplontunnels stellten bis Ende der 1970er Jahre mit 19,8 km die längsten Gebirgstunnel der Erde dar. Bekannt wurde der Tunnel auch durch den bis 1962 durch ihn verkehrenden Simplon-Orient-Express. Der halbseitig (auf der Nordseite) als Basistunnel zu bezeichnende Durchstich bildet zusammen mit dem 2007 fertiggestellten Lötschberg-Basistunnel die westliche (allerdings weniger leistungsfähige) Achse des zweiachsigen NEAT- bzw. AlpTransit-Konzepts.

## Geschichte

### Planung
Kurz nachdem die Bahn ihren Siegeszug durch die Schweiz begonnen hatte, wünschte sich jede Region eine eigene Nord-Süd-Verbindung durch die Alpen Richtung Italien. Die Ostschweiz sah eine Bahn durch den Splügen oder Lukmanier, die Zentralschweiz mit Zürich favorisierte den Gotthard und die Westschweiz trat für den Simplon ein.
Um 1870 gab es bereits ein Projekt für eine «Ligne d’Italie» mit einem Tunnel vom Rhonetal ins Val d’Ossola.
Am 1. Juli 1878 erreichte die Bahngesellschaft Compagnie du Simplon (S) ihren Endpunkt Brig und fusionierte im Jahr 1881 mit der Gesellschaft Chemins de fer de la Suisse Occidentale (SO) zur Suisse-Occidentale–Simplon (SOS). Die französischen Financiers der SOS zeigten ein lebhaftes Interesse an einem Simplondurchstich und konnten sich 1886 die Finanzierung des Simplontunnels mit Krediten sichern. Aus 31 Projekten wählte man den Bau eines ganz auf Schweizer Boden liegenden Tunnels von Glis nach Gondo. Von dort würde eine Rampe durch das Val Divedro hinunter nach Domodossola führen.
Bei einer schweizerisch-italienischen Konferenz im Juli 1889 einigte man sich jedoch auf einen fast 20 km langen Basistunnel, der auf dem Gebiet beider Staaten liegen sollte. Um den Kredit für einen Tunnelbau zu sichern, schloss sich die SOS mit der Jura–Bern–Luzern, bei der die Eidgenossenschaft beteiligt war, zur Jura-Simplon-Bahn zusammen. Ernest Ruchonnet, Direktor der Jura-Simplon-Bahn, war einer der führenden Persönlichkeiten beim Bau des Simplontunnels.
Dank der Beteiligung der Eidgenossenschaft konnte mit Italien am 25. November 1895 ein Staatsvertrag bezüglich des Baus und des Betriebs einer Eisenbahn durch den Simplon von Brig nach Domodossola ausgehandelt werden, der den Bau und die Konzessionserteilung an die Jura-Simplon-Bahn regelte. Die Trasse des Tunnels wurde aus militärstrategischen Gründen so gewählt, dass die Grenze zwischen Italien und der Schweiz genau in der Mitte des Tunnels zu liegen kam.
Am 1. Mai 1903 wurde die Jura-Simplon-Bahn verstaatlicht und ins Netz der Schweizerischen Bundesbahnen (SBB) integriert, die den Bau des Tunnels vollendeten.

### Bau
Die Bauarbeiten für den Tunnel wurden dem Hamburger Ingenieurunternehmen Brandt & Brandau von Karl Brandau und Alfred Brandt übertragen.
Im Schnitt arbeiteten täglich 3000 Leute auf der Baustelle. Es waren hauptsächlich Italiener, die unter sehr schlechten Arbeitsbedingungen litten. 67 Arbeiter kamen bei Unfällen ums Leben, viele starben später an Folgekrankheiten. In Erinnerung an die verunglückten Tunnelarbeiter wurde am 29. Mai 1905 beim Bahnhof in Iselle di Trasquera ein Denkmal eingeweiht. Während der Arbeiten kam es zu Streiks, bei denen Bürgerwehren und die Armee aufmarschierten.
Da im Berginnern infolge der Gebirgsüberlagerung von 2135 m eine Tunneltemperatur von bis zu 42 °C erwartet wurde, wendete man ein neues Bauverfahren an. Neben dem einspurigen Haupttunnel I wurde im Achsabstand von 17 m ein Parallelsohlstollen gebaut, welcher im Abstand von 200 m durch Querstollen mit dem Haupttunnel verbunden war. Durch im Parallelstollen verlegte Luftzuführungsrohre gelangten frische «Wetter» (Frischluft) in den Hauptstollen zu den Bauarbeitern. Für einen späteren Ausbau auf Doppelspurbetrieb war vorgesehen, diesen Parallelstollen zu einer zweiten Fahrröhre einzurichten. Um eine Kreuzungsmöglichkeit im langen Tunnel zu erhalten, wurde der Parallelstollen in Tunnelmitte auf einer Länge von 500 m für eine örtlich bediente Kreuzungsstation vollständig ausgebrochen und ausgebaut.
Der Tunnel Simplon I (Länge 19'803 m) ist geradlinig, nur an den beiden Tunnelportalen läuft er in kurzen Bögen aus.
Am 24. Februar 1905 erfolgte der Durchschlag des Richtstollens; die Abweichung betrug seitlich 20,2 cm und in der Höhe 8,7 cm. Infolge der eingetretenen Bauschwierigkeiten (Wassereinbrüche, Streiks) hatte sich der Bau von fünfeinhalb auf siebeneinhalb Jahre verlängert.
Am 2. April 1905 fand dann eine Eröffnungsfeier (gleichzeitige Durchschlagsfeier und erste Probefahrt) statt.

### Betriebsaufnahme

Südportal (zwischen 1898 und 1905) vor seiner Fertigstellung

RA 362 in Brig als SBB-Lok Fb 3/5 mit 2-poligen Bügelstromabnehmern (1907)

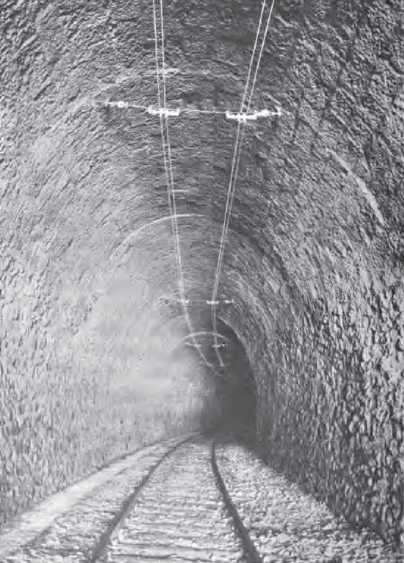
Zweipolige Fahrleitung im Simplontunnel, zwei Fahrdrähte je Pol. Rechtskurve – Blick von nahe innerhalb eines der zwei Portale in Richtung Berginneres. (Vor 1917, also wohl Röhre I)

Am 19. Mai 1906 konnte der Tunnel I dem Betrieb übergeben werden. Besonders wegen seiner Länge wurde von Anfang an elektrische Traktion statt Dampfbetriebs vorgesehen. Der offizielle Entscheid dazu erfolgte allerdings erst ein halbes Jahr vor Eröffnung durch die damals noch junge SBB. Mit der Elektrifizierung wurde die Brown, Boveri & Cie. (BBC) beauftragt. Diese wählte das in Italien ab 1904 eingeführte Drehstromsystem von 3000 Volt und 16 Hz mit zweipoliger Oberleitung und dem Gleis als drittem Leiter. Für den Betrieb des Simplontunnels konnte BBC drei Lokomotiven RA 361–363 der norditalienischen Veltlinbahn von deren Eigentümerin Rete Adriatica mieten. Möglich wurde die Betriebsaufnahme durch den Verzicht der Rete Adriatica auf zwei Lokomotiven Fb 3/5 Nr. 364–365, die von BBC und SLM für die norditalienische Bahn bereits im Bau waren. Am 2. März 1930 wurde der Streckenabschnitt Brig–Iselle mit dem Simplontunnel auf das im Schweizer Regelspurnetz übliche Einphasenwechselstromsystem mit 15 kV bei 16⅔ Hz umgestellt.

### Ausbau
Zwischen 1912 und 1921 wurde der Parallelsohlstollen fertig ausgebrochen und als zweite Fahrröhre unter dem Namen Simplon II (Länge 19'823 m) ausgebaut. Am 7. Januar 1922 wurde der Nordabschnitt von Brig über das Nordportal bis zur Kreuzungsstation in Betrieb genommen, am 16. Oktober 1922 folgte der Südabschnitt von der Kreuzungsstation bis Iselle.

### Zweiter Weltkrieg
Im Laufe des Zweiten Weltkriegs gab es auf beiden Seiten der Landesgrenze Vorbereitungen für eine allfällige Sprengung der Tunnelröhren. Die im schweizerischen Tunnelabschnitt bereits unter den Gleisen angebrachten Sprengladungen wurden erst 2001 entfernt. In Italien plante die deutsche Wehrmacht im Rahmen ihres Rückzugs 1945 eine Sprengung, die jedoch von italienischen Partisanen mit Hilfe zweier Schweizer Beamter und österreichischer Deserteure vereitelt werden konnte. Die von den Deutschen nach Varzo geschafften 64 Tonnen TNT wurden neben einem Bahndamm abgebrannt.

### Unfälle

#### Entgleisung am 28. August 1971
Am 28. August 1971 fuhr ein Zug in der Station in der Mitte des Tunnels mit 100 km/h über eine im abzweigenden Strang nur mit 50 km/h befahrbare Weiche. Die hinteren Wagen entgleisten, kippten zur Seite und schlugen an der Tunnelwand auf. Die Entgleisung forderte fünf Tote und 29 Verletzte.

#### Entgleisung am 23. Juli 1976
Am 23. Juli 1976 entgleiste der Riviera-Express Ventimiglia–Amsterdam/–Dortmund in der Kurve beim nördlichen Tunnelausgang wegen überhöhter Geschwindigkeit. Die Lokomotive Re 6/6 entgleiste, kippte zur Seite und streifte die Tunnelwand entlang. Dadurch versperrte sie den nachfolgenden Wagen den Weg. Der Unfall kostete sechs Menschenleben.
Der Streckenabschnitt wurde mit einer Geschwindigkeitsüberwachung ausgerüstet, die mit Hilfe der Zugsicherung Integra-Signum realisiert wurde.

#### Brand vom 9. Juni 2011
Am 9. Juni 2011 gerieten mehrere Wagen eines Güterzuges in Brand, nachdem sich Unbefugte an einem Sattelauflieger zu schaffen gemacht hatten, der mit dem Zug transportiert wurde. Die Plane des Sattelaufliegers löste sich bei der Durchfahrt durch den Simplontunnel. Durch den Fahrtwind schlug sie mehrmals gegen die Oberleitung, verursachte einen Spannungsüberschlag und erzeugte einen Lichtbogen, der einen Brand eines Teils des Zuges auslöste.
Die Instandsetzung war Mitte November 2011 abgeschlossen und kostete rund 12 Millionen Franken.
Durch den Brand wurde eines der beiden 132-kV-Bahnstromkabel vom Kraftwerk Massaboden zum Fahrbaren Unterwerk Varzo zerstört. Bei einem Ausfall der anderen Leitung hätte nur noch die Bahnstromversorgung über die Fahrleitung zur Verfügung gestanden. Um in diesem Fall einen übermässigen Spannungsabfall zu vermeiden, wurden ab Juli 2011 zwei Lokomotiven 185 von Railpool in Domodossola stationär als geregelte Blindleistungskompensatoren eingesetzt.
Weiter wurde in Folge des Unfalls an der Ausfahrt des Bahnhofs Domodossola in Richtung Simplon eine Profilortungsanlage installiert, welche bei allfälligen aus der Fahrzeugumgrenzung ragenden Teilen in bzw. bei der Ladung von Zügen Alarm auslöst, so dass der betroffene Zug bereits im folgenden Bahnhof Preglia vor dem ersten Tunnel der Simplonstrecke angehalten werden kann.

### Überlegungen für einen Basistunnel
Ende der 1980er Jahre wurde der Bau eines rund 35,4 km langen Simplon-Basistunnels zwischen Brig und Domodossola erwogen.

## Gegenwart und Zukunft

### Autoverlad

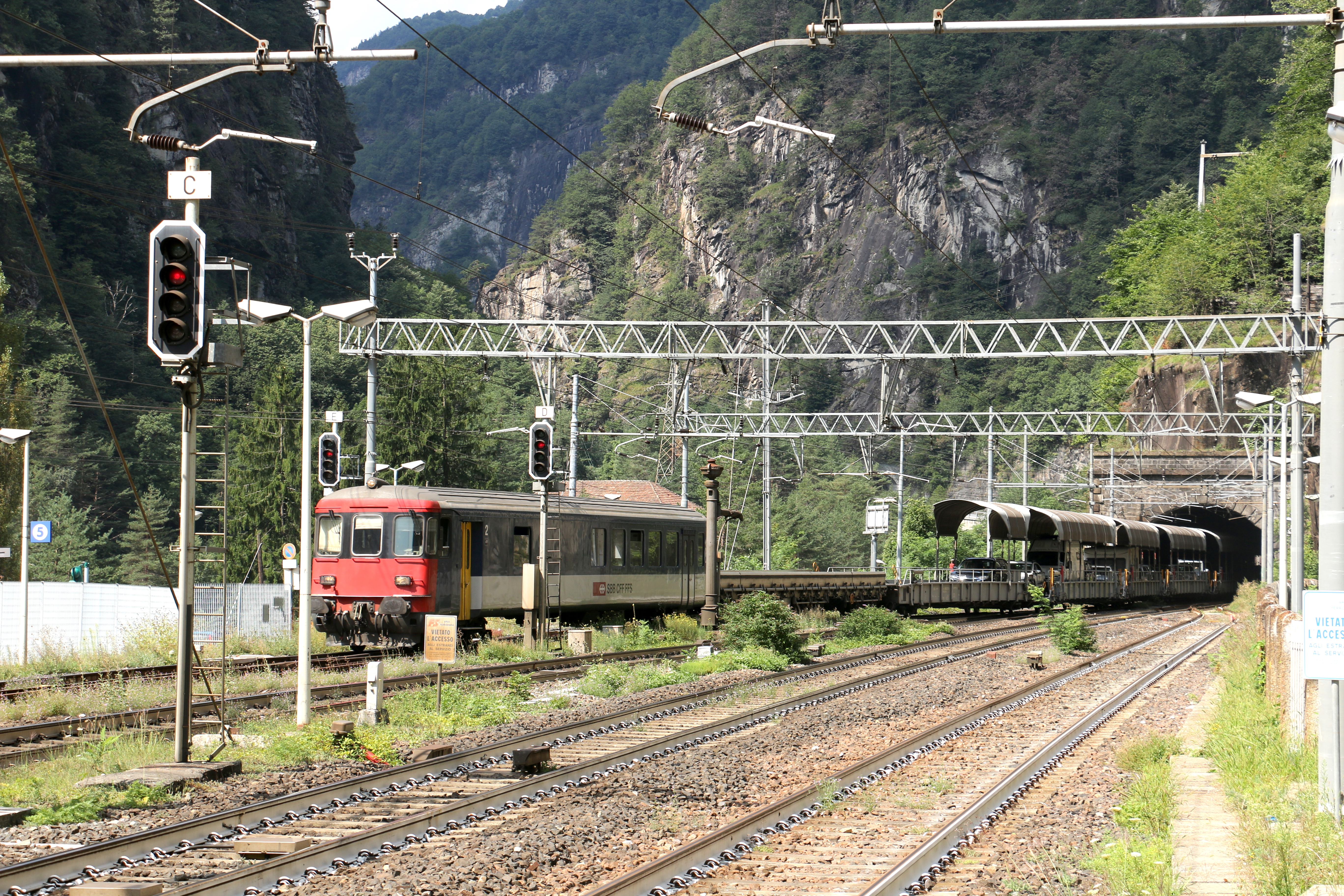
Ein Autozug aus Brig fährt im Bahnhof Iselle di Trasquera ein.

Es besteht ein Autoverlad zwischen Brig und Iselle di Trasquera. Die zwanzigminütige Bahnfahrt ist eine Alternative zur Fahrt über den Simplonpass.
- Der Autoverlad nahm am 1. Dezember 1959 seinen Betrieb auf.
- Durch den Ausbau der Simplonpassstrasse im Rahmen der Nationalstrasse A9 nahmen die Frequenzen stetig ab. Daher wurde der Betrieb am 3. Januar 1993 eingestellt.
- Am 12. Dezember 2004 wurde der Betrieb wieder aufgenommen; die Züge fahren alle 90 oder 60 Minuten ab.
- Seit dem 10. Dezember 2017 wird der Autoverlad durch die BLS durchgeführt.[12]

### Huckepack-Verkehr
Auf der Lötschberg-Simplon-Achse wurde anfangs der 1990er Jahre das Projekt der Rollenden Landstrasse RoLa für den alpenquerenden Güterverkehr umgesetzt. Aufgrund des bestehenden Tunnelprofils des Simplontunnels war die Kapazität jedoch stark eingeschränkt. Für den Transport von LKWs mit einer zugelassenen maximalen Eckhöhe von bis zu vier Metern war es zu niedrig. Deshalb musste das Lichtraumprofil durch Tieferlegung der Schienen ausgeweitet werden. Die äusserst aufwendigen Arbeiten zur Absenkung der Tunnelsohlen begannen 1995 und dauerten acht Jahre lang. Gleichzeitig wurde das Tunnelgewölbe saniert, während die Tunnelentwässerung neu erstellt werden musste, da nur nach unten Platz dafür geschaffen werden konnte. Insgesamt wurden so 200'000 m³ Fels mit Hydraulikhämmern herausgebrochen. Zudem wurde die Fahrleitung durch eine Bauart mit geringerer Systemhöhe ersetzt, um die nötige lichte Höhe von 4,90 m zu erreichen. Der Bahnbetrieb wurde während der ganzen Bauzeit mit Einschränkungen aufrechterhalten.
Bereits Ende der 1980er Jahre war auf einer Länge von einem Kilometer eine (platzsparende) Deckenstromschiene bei 160 km/h getestet worden, um eine Tieferlegung der Gleisanlage zu vermeiden.
Vor diesem Versuch war mit Deckenstromschienen in der Schweiz bis 110, international bis 80 km/h gefahren worden.

### Instandsetzung
Vom Dezember 2011 bis Juli 2015 liess die SBB für 180 Millionen Franken den Tunnel sanieren. Für Selbstrettungsmassnahmen wurden in jeder Tunnelröhre Gehwege, Handläufe, eine Notbeleuchtung und Fluchtwegbeschilderungen installiert. Alle 500 bis 600 Meter wurden Verbindungen zwischen den beiden Tunnelröhren als Fluchtwege mit Torabschlüssen eingerichtet. Dazu wurden die bestehenden Querschläge umgebaut und zusätzlich drei weitere errichtet. Die Entwässerungsanlagen und der Gleisoberbau wurden ersetzt.
Von Februar 2025 bis 2028 soll die Oströhre des Tunnels grundlegend saniert werden. Dabei sollen Teile des Gewölbes instand gesetzt und die Entwässerung optimiert werden. In jedem Jahr soll die Röhre dabei für ein halbes Jahr gesperrt werden.

### Ausbau der Zufahrtsstrecken

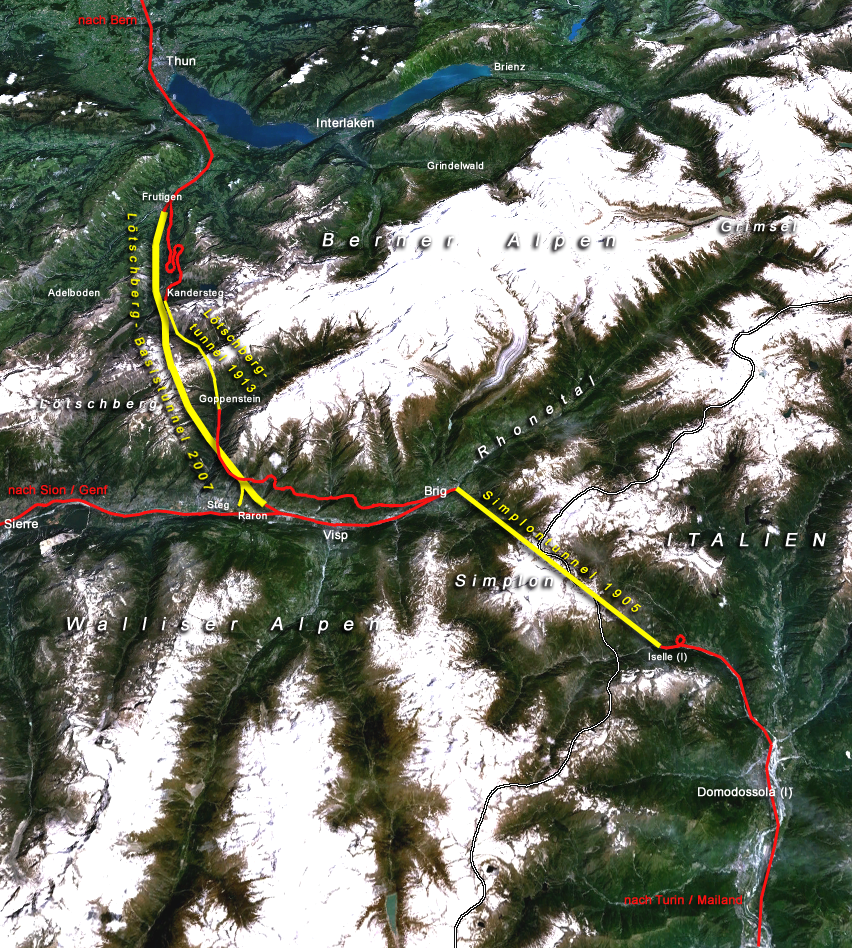
Lage des Simplontunnels zwischen der Schweiz und Italien (gerade gelbe Linie)

Für den Ausbau der Lötschberg-Simplon-Achse zu einer leistungsfähigen Transitachse wurden in den letzten Jahren und Jahrzehnten auch verschiedene Ausbauten an den verschiedenen Zufahrtsstrecken (von Bern und Lausanne im Norden und von Novara und Mailand im Süden) vorgenommen. Die umfangreichsten Projekte betrafen die Nordzufahrt von Basel und Bern via Lötschberg. Diese wurde zwischen 1976 und 2007 dreimal nacheinander einer tiefgreifenden Umgestaltung unterzogen. Zuerst wurden die verbliebenen Einspurabschnitte zwischen Spiez und Brig auf Doppelspur ausgebaut. Anschliessend wurden Profilanpassungen für den Huckepack-Verkehr (teilweise nur eingleisig) vorgenommen. 2007 wurde schliesslich der wiederum teilweise nur eingleisig ausgebaute Lötschberg-Basistunnel eröffnet.
Profilerweiterungen für den Huckepackverkehr wurden auch an der unter Italiens Zuständigkeit fallenden Simplon-Südrampe vorgenommen. Auch hier wurde aus finanziellen Gründen streckenweise nur eine Spur für die Bedürfnisse der Rollenden Autobahn ausgebaut. Südlich von Domodossola wurde die einspurige Strecke nach Novara entlang dem Ortasee elektrifiziert und modernisiert.
Auf der klassischen, für den heutigen Transitverkehr aber weniger wichtigen Simplonzufahrt von Paris und Lausanne wurden im Rahmen von Bahn 2000 ebenfalls Anpassungen vorgenommen bzw. für die Zukunft in Aussicht gestellt. Im November 2004 wurde die sieben Kilometer lange Neubaustrecke Salgesch–Leuk im Rhonetal als Ersatz für das letzte eingleisige Nadelöhr dieser Achse fertiggestellt. Im Rahmen des ZEB-Pakets ist auf den langen geradlinig verlaufenden Abschnitten der Rhonetallinie eine Steigerung der zulässigen Geschwindigkeit von 160 auf 200 km/h vorgesehen.

## Daten und Zahlen

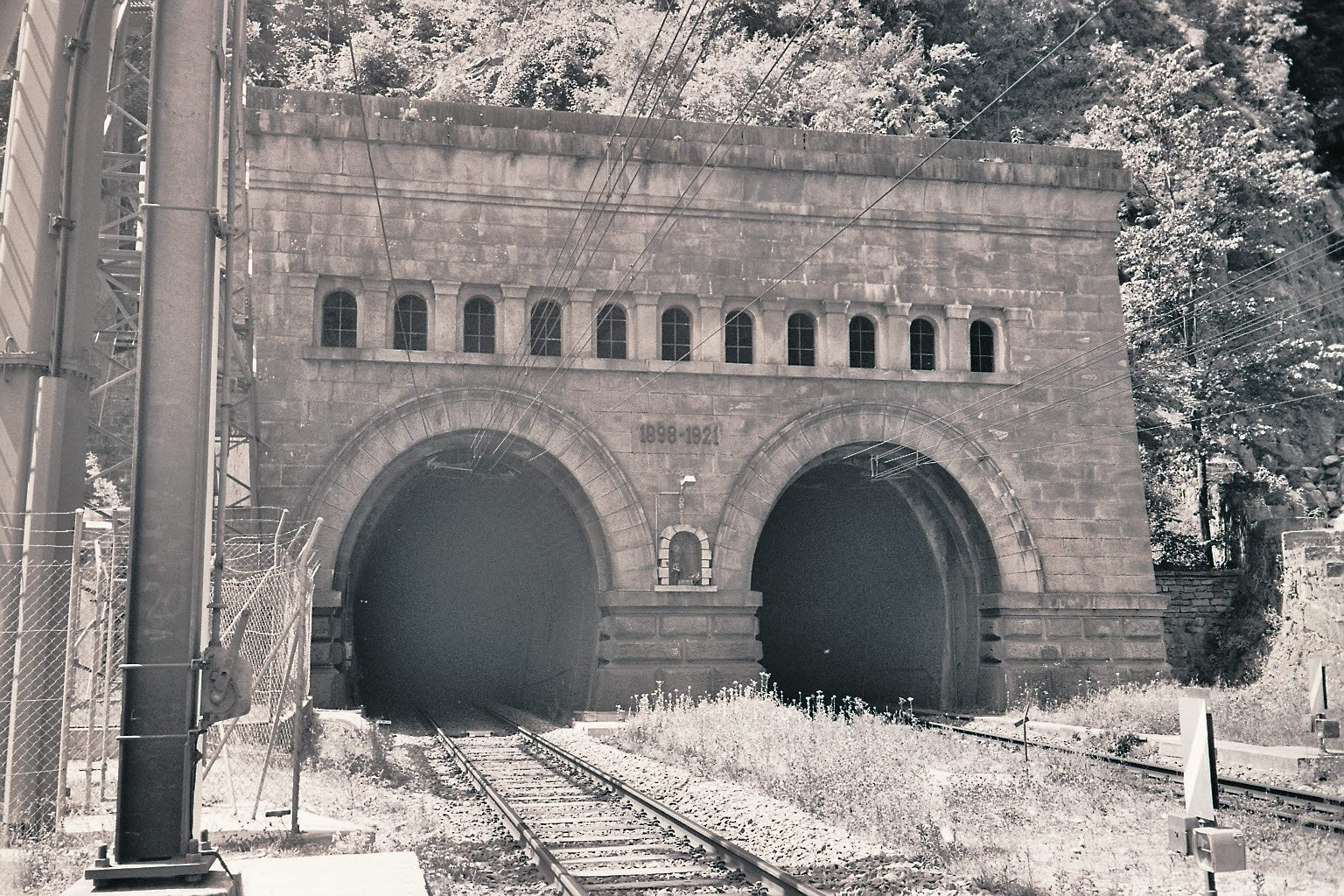
Südportal bei Iselle in Italien

- Länge Tunnel I: 19'803 m (Oströhre, 1905)
- Länge Tunnel II: 19'823 m (Weströhre, 1921) (Alle folgenden Daten beziehen sich auf Tunnel I)
- Nordportal Brig: 685,80 m ü. M.
- Scheitelpunkt: 704,98 m ü. M. etwa auf halber Strecke
- Südportal Iselle: 633,48 m ü. M.
- Neigung Nordseite: 2 ‰ (zum Portal hin abwärts)
- Neigung Südseite: 7 ‰ (dito)
- Baubeginn Nordseite: 22. November 1898
- Baubeginn Südseite: 21. Dezember 1898
- Durchschlag: 24. Februar 1905
- Einweihung: 19. Mai 1906
- Betriebsaufnahme elektrischer Betrieb: 1. Juni 1906

## Jubiläumsbriefmarke 1956
Zum 50-jährigen Jubiläum wurde 1956 von der italienischen Post eine Briefmarke zu 25 Lire herausgegeben, bei der vier Dinge falsch dargestellt sind:
- Abgebildet ist ein Dampfzug, doch der Simplontunnel war von Beginn an elektrifiziert. Trotz Elektrifizierung fuhren die ersten Züge mit Dampflokomotiven (Schweizerische Bauzeitung, 47 (1906) S. 312), auch die drei Züge zur offiziellen Eröffnungsfeier wurden aus Sicherheitsgründen mit Dampflokomotiven gefahren. Ab 15. September 1906 «verkehrten mit Ausnahme der periodischen Luxuszüge keine mit Dampflokomotiven geführten Züge mehr im Tunnel» (Schweizerische Bauzeitung, 48 (1906) S. 150).
- Abgebildet sind zwei Tunnelröhren, bei der Eröffnung war der Tunnel jedoch nur eingleisig.
- Der Zug fährt auf der rechten Seite, aber auf den Bahnstrecken in Italien und in der Schweiz herrscht Linksverkehr. Des Weiteren war die östliche Röhre zuerst befahrbar, die westliche erst im Jahr 1922. Links auf der Briefmarke ist noch ein kleines Tunnelportal zu sehen, der gerade Vermessungstunnel, denn der Tunnelanfang liegt in einer Kurve, damals für Vermessung eines so langen Tunnels nicht geeignet.
- Die dargestellte Postkutsche ist dem Gemälde «Die Gotthard-Post» entnommen – diese Kutsche ist natürlich nie am Simplon gefahren.

## Kunst und Kultur
- In der Novelle Der Tunnel (Erstveröffentlichung 1952) von Dürrenmatt fährt der Zug in einen Tunnel, der unerwarteterweise nicht mehr endet. Kennerhaft klopft ein Engländer an das Fenster und sagt «Simplon».
- Im Roman Liebesgrüsse aus Moskau (Ian Fleming, 1957) bekämpft und tötet Geheimagent James Bond seinen Feind, den SMERSch-Agenten Donovan Grant, während sie im Simplon-Orient-Express den Simplontunnel durchqueren.
- Der Spielfilm Simplon-Tunnel (1959) der DEFA thematisiert die Schwierigkeiten und Gefahren während des Baus des Tunnels.[17]
- Schweizer Dokumentarfilm Dynamit am Simplon über die Verhinderung der Sprengung 1945.